# Họ Cá vền biển
Họ Cá vền biển (Danh pháp khoa học: Bramidae) là tên gọi chỉ các loài cá dạng cá vược. Theo truyền thống họ này nằm trong phân bộ Percoidei của bộ Perciformes, nhưng gần đây Betancur et al. (2013, 2014) đã chuyển nó sang bộ mới tạo ra là Scombriformes, chỉ có quan hệ họ hàng xa với Perciformes nghĩa mới.
Chúng được tìm thấy ở Đại Tây Dương, Ấn Độ Dương, Thái Bình Dương. Vài loài trong họ cá vền có giá trị thực phẩm quan trọng với con người, đặc biệt là loài Brama brama ở Nam Á.

## Phân loại
Họ này gồm 7 chi với 20 loài. Cụ thể về chi như sau:
- Brama Bloch, 1801: 8 loài.
- Eumegistus Jordan & Jordan, 1922: 2 loài.
- Pteraclis Gronow, 1772: 3 loài.
- Pterycombus Fries, 1837: 2 loài.
- Taractes Lowe, 1843: 2 loài.
- Taractichthys Mead & Maul, 1958: 2 loài.
- Xenobrama Yatsu & Nakamura, 1989: 1 loài (Xenobrama microlepis).